# Thaumetopoea bicolor
Thaumetopoea bicolor är en fjärilsart som beskrevs av Reiss 1928. Thaumetopoea bicolor ingår i släktet Thaumetopoea och familjen tandspinnare. Inga underarter finns listade i Catalogue of Life.